# Mraka Sound
Der Mraka Sound (englisch; bulgarisch залив Мрака saliw Mraka) ist eine in etwa rechteckige, in südost-nordwestlicher Ausrichtung 5 km breite und 4,2 km lange Bucht im Archipel der Biscoe-Inseln westlich der Antarktischen Halbinsel. Sie liegt zwischen der Renaud-Insel im Süden, Pickwick Island im Norden und Winkle Island im Nordosten.
Britische Wissenschaftler kartierten sie 1971. Die bulgarische Kommission für Antarktische Geographische Namen benannte sie 2013 nach der historischen Region Mraka im Westen Bulgariens.